# タックス・プロ・クラシック
タックス・プロ・クラシック(Tacx Pro Classic)はオランダ、ゼーラント州で開催される、自転車競技、ロードレースのワンデイレース。UCIヨーロッパツアー1.1カテゴリ。
2012年から2015年まで開催されていたロンド・ファン・ゼーラント・シーポーツの後継レースとして、2017年から開催されている。

## 歴代優勝者
| ロンド・ファン・ゼーラント・シーポーツ | ロンド・ファン・ゼーラント・シーポーツ   | ロンド・ファン・ゼーラント・シーポーツ |
| 年                                     | 優勝者                                   | 国籍                                   |
| -------------------------------------- | ---------------------------------------- | -------------------------------------- |
| 2012                                   | レイナルト・ヤンセ・ファン・レンスブルフ | 南アフリカ共和国                       |
| 2013                                   | アンドレ・グライペル                     | ドイツ                                 |
| 2014                                   | テオ・ボス                               | オランダ                               |
| 2015                                   | イルヨ・カイセ                           | ベルギー                               |
| タックス・プロ・クラシック             |                                          |                                        |
| 年                                     | 優勝者                                   | 国籍                                   |
| 2017                                   | ティモ・ローセン                         | オランダ                               |
| 2018                                   | ピーター・シュルティング                 | オランダ                               |
| 2019                                   | ディラン・フルーネヴェーヘン             | オランダ                               |